# Sericochroa infanta
Sericochroa infanta är en fjärilsart som beskrevs av Dyar 1908. Sericochroa infanta ingår i släktet Sericochroa och familjen tandspinnare. Inga underarter finns listade i Catalogue of Life.